# Unakoti (distrikt)
Unakoti (bengalsk: ঊনকোটি জেলা) er et distrikt i den indiske delstat Tripura. Distriktets hovedstad er Kailashahar.
Unakaoti distriktet fik sit navn den 21. januar 2012, da det oprindelige North Tripura distrikt som bestod af den nordligste del af Tripura delstat, blev delt i to, de nyoprettede North Tripura og Unakaoti distrikter. Distriktet har et samlet geografisk område 686,97 Sq. Km. Og grænser op til Bangladesh i vest, North Tripura distriktet i øst og Dhalai distriktet i sydvest.